# Swahililand

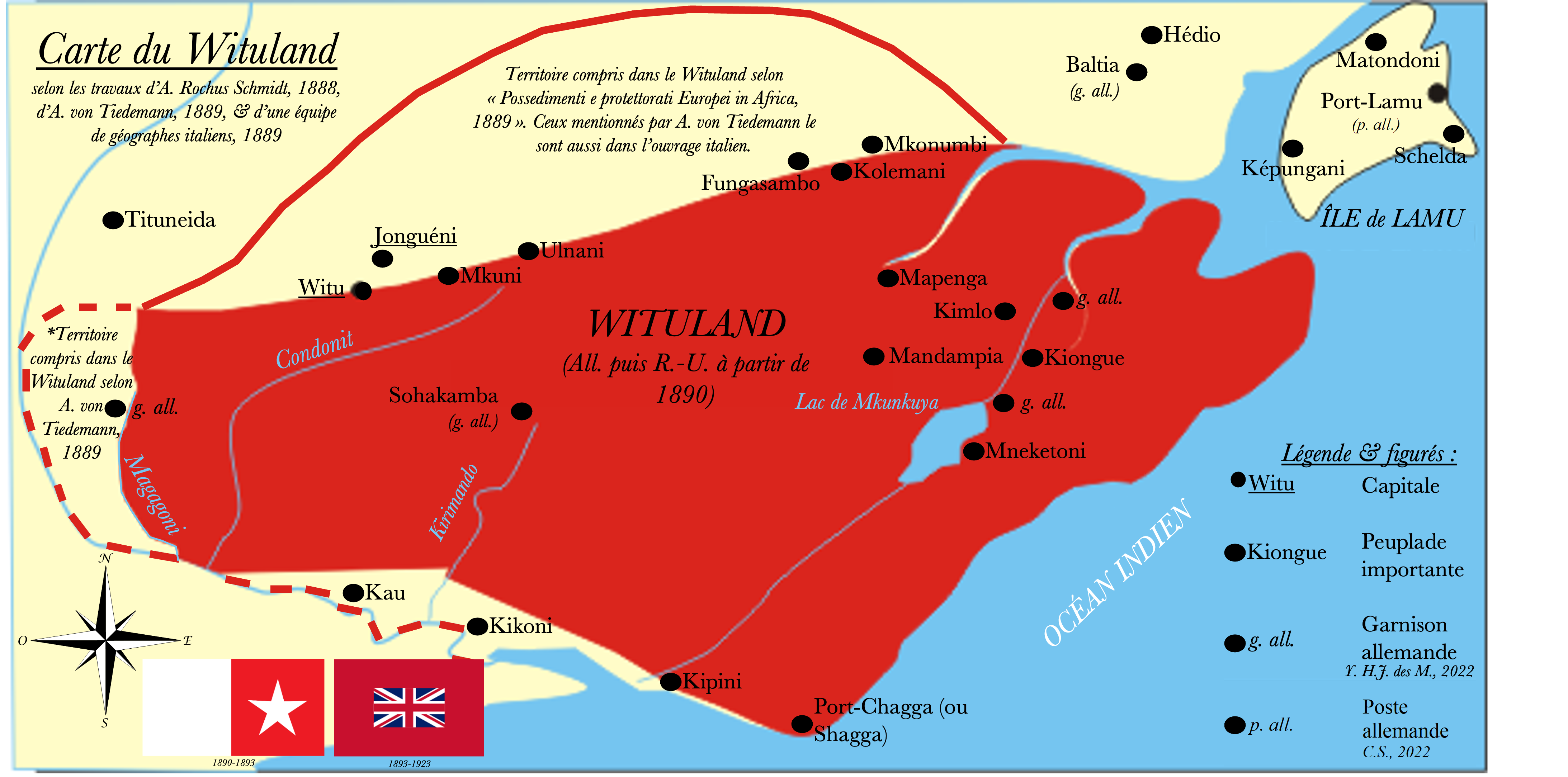
Carte du Wituland

Le Swahililand (ou Wituland, Witu, Vitu) était un territoire de 3 000 km2 approximativement  dans l'Afrique de l'Est centré sur la ville de Witu, le port de l'île de Lamu, au nord de l'embouchure de la rivière Tana dans ce qui est aujourd'hui le Kenya.

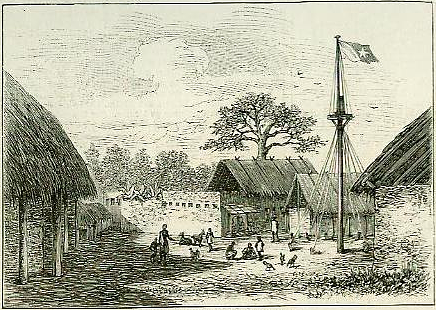
Maison du sultan de Witu, dans la capitale, 1886

## Histoire
Fondé en 1858 par le sultanat de l'île de Pate après plusieurs tentatives échouées de prise de contrôle de la côte. Le sultanat de Witu devient un refuge pour les esclaves fuyant Zanzibar et pour cette raison doit subir les attaques du sultan de Zanzibar, dirigé par le sultan d'Oman. Le sultanat de Zanzibar passera quelques années plus tard sous protectorat britannique.
En 1885, les frères Clemens et Gustav Denhardt négocient un traité avec Ahmed ibn Fumo Bakari, le premier mfaume de Witu qui cède le 8 avril, 5,18 km2 à la Tana-Gesellschaft. Le sultanat devient alors un protectorat allemand, nommé également Deutsch-Witu le 27 mai. Le gouvernement allemand est représenté par ses résidents Gustav Denhardt du 8 avril 1885 au 1er juillet 1890 et par son adjoint Clemens Andreas Denhardt.
Par un accord du 18 juin 1890, le traité Heligoland-Zanzibar, le sultan passe sous le protectorat britannique et le 1er juin, l'Allemagne renonce à son protectorat. Le Royaume-Uni l'intégre dans l'Afrique orientale britannique (British East Africa), malgré les protestations des habitants. Peu de temps plus tard, plusieurs marchands allemands sont tués par une expédition punitive britannique. Roger John Brownlow Keyes, âgé de 18 ans, fait partie de l'expédition. 
Du 31 juillet 1893 à 1920, le drapeau du sultanat est rouge avec l'Union Jack au centre.

## Les sultans
- 1858 – 1888 : Ahmad ibn Fumo Bakari
- 1888 – 1890 : Fumo Bakari ibn Ahmad
- 1890 – 1891 : Bwana Shaykh ibn Ahmad
- 1891 – 1893 : Fumo `Umar ibn Ahmad (1re fois)
- 1893 – 1895 : Vacant
- 7 juillet 1895 – ? : Fumo `Umar ibn Ahmad (2e fois)